# Dregen

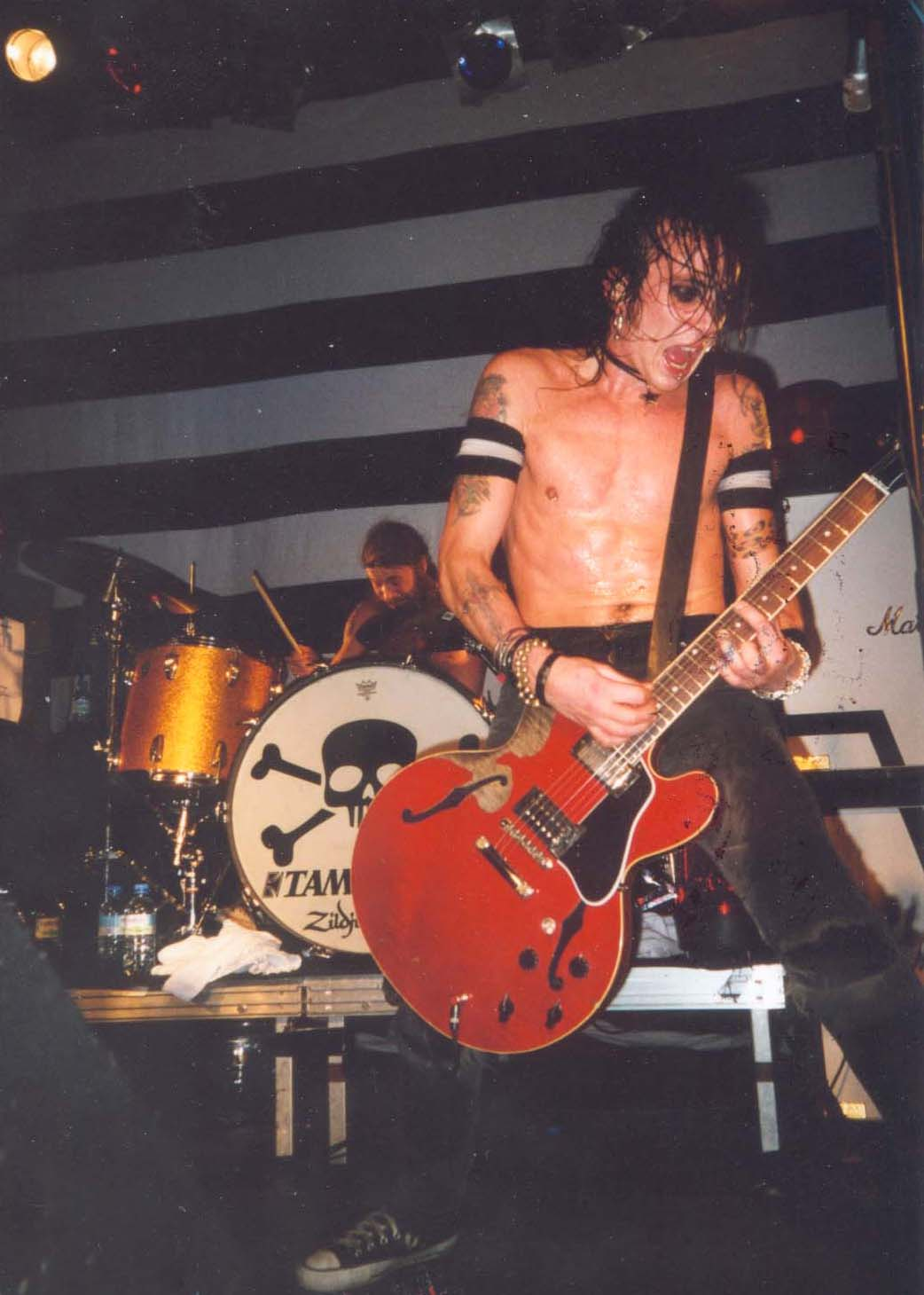
Dregen en concert à Hambourg

Dregen est le surnom d'Andreas Tyron Svensson (né le 12 juin 1973 à Nässjö en Suède), plus connu pour être le guitariste et membre fondateur des Hellacopters et actuellement des Backyard Babies.

## Biographie
Dregen est le membre fondateur des Backyard Babies en 1987, et en 1994 il a créé les Hellacopters avec le batteur de Entombed, Nicke Andersson. En 1996, il décide de quitter le groupe après avoir enregistré deux albums avec eux (Supershitty to the max et Payin' the Dues) pour se consacrer à plein temps aux Backyard Babies. Dregen a aussi joué dans le groupe Supershit 666 avec Ginger (des Wildhearts) comme chanteur, Nicke Andersson à la batterie et le producteur Thomas Skogsberg à la basse. Le seul enregistrement de ce groupe-là est un EP éponyme de 6 pistes sorti sur Inferno Records en 1999. Ils n'ont jamais donné de concert, et Ginger et Dregen ont tous les deux dit à plusieurs reprises avoir envie d'enregistrer à nouveau, et peut-être tourner sous le nom de Supershit666. Mais compte tenu des agendas serrés des membres, aucun plan concret n'a été fait jusqu'à maintenant.
Dregen s'est produit à plusieurs reprises avec le chanteur/compositeur suédois Lars Winnerbäck, avec qui il a aussi enregistré la chanson Dead Flowers pour un tribute-album des Rolling Stones. Dregen a aussi enregistré un live avec les Dogs D'Amour intitulé The Poet and the Dragon. Récemment, Dregen a aussi collaboré avec le rappeur suédois Timbuktu sur la chanson Tack för kaffet.
En 2010, lors de la tournée Them XX accompagnée d'un album best of du même nom, les Backyard Babies annoncent qu'ils souhaitent faire une pause après la tournée. En mai 2011, Dregen rejoint le groupe de Michael Monroe (ex-chanteur d'Hanoï Rocks) et participe à l'enregistrement de son album Horns and Halos (2013). La même année, il sort son propre album Dregen. 
Depuis 2016, il fait à nouveau partie des Hellacopters

## Vie privée
Dregen a été marié avec la chanteuse suédoise Pernilla Andersson de 2009 à 2015. Ils ont un enfant.

## Matériel
Dregen utilise presque exclusivement des Gibson ES-335 et des amplis Marshall ou divers Fender. Occasionnellement, il utilise une Sundberg S-J2 acoustique.

## Discographie
- Backyard Babies - Diesel & Power (1994)
- The Hellacopters - Supershitty to the Max! (1996)
- The Hellacopters - Payin' the Dues (1997)
- Backyard Babies - Total 13 (1997)
- Supershit 666 - Supershit666 (1999)
- Backyard Babies - Making Enemies Is Good (2001)
- Infinite Mass - Bullet (2001)
- Backyard Babies - Stockholm Syndrome (2003)
- Dregen and Tyla - The Poet & The Dragon (2004)
- Urrke T & Midlife Crisis - Ask Not What You Can Do for Your Country... (2004)
- Backyard Babies - People Like People Like People Like Us (2006)
- Backyard Babies - Backyard Babies (2008)
- Timbuktu - Tack för kaffet (2008)
- Imperial State Electric - Imperial State Electric (2010)
- Dregen - Dregen (2013)
- The Hellacopters - Eyes of Oblivion (2022)